# Eugène Vergez
Pour les articles homonymes, voir Vergez.
Eugène Vergez, né le 1er juillet 1846 à Bordeaux et mort dans la même ville le 2 juillet 1925, est un peintre paysagiste et illustrateur français.

## Biographie
Jean Baptiste Eugène Vergez nait à Bordeaux le 1er juillet 1846,. Il est le fils de Jean Baptiste Hector Vergez, négociant, et de Marie Alexandrine Duranteau.
Il étudie à l'École des beaux-arts de Bordeaux où il est l'élève de Pierre-Émile Bernède. Il appartient à l'École française et à l'« école bordelaise de paysage »,.
Il est membre de la Société des artistes français et expose au Salon de Paris de 1879 à 1904 par intermittence, au salon de Bordeaux à partir de 1866, et dans divers salons et expositions de province où il obtient médailles et distinctions,,,. Ses ateliers furent successivement situés au 41 rue d'Aviau et au 78 cours d'Aquitaine (aujourd'hui cours Aristide Briand) à Bordeaux,.
Il doit notamment sa notoriété à son travail d'illustrateur pour plusieurs éditions de l'ouvrage Bordeaux et ses vins de Charles Cocks et Édouard Féret, dans lesquelles il présente les châteaux du bordelais au travers de plusieurs centaines de gravures,, réalisées pour la plupart par Léon-Louis Chapon. Il dessine et peint par ailleurs plus particulièrement les paysages de la région bordelaise mais également ceux de Bretagne et du Sud de la France,.
Eugène Vergez meurt dans sa ville natale le 2 juillet 1925, au lendemain de son 79e anniversaire ; il est inhumé au cimetière de la Chartreuse le 4 juillet suivant.

## Œuvre

### Liste non exhaustive des œuvres

Peintures d'Eugène Vergez
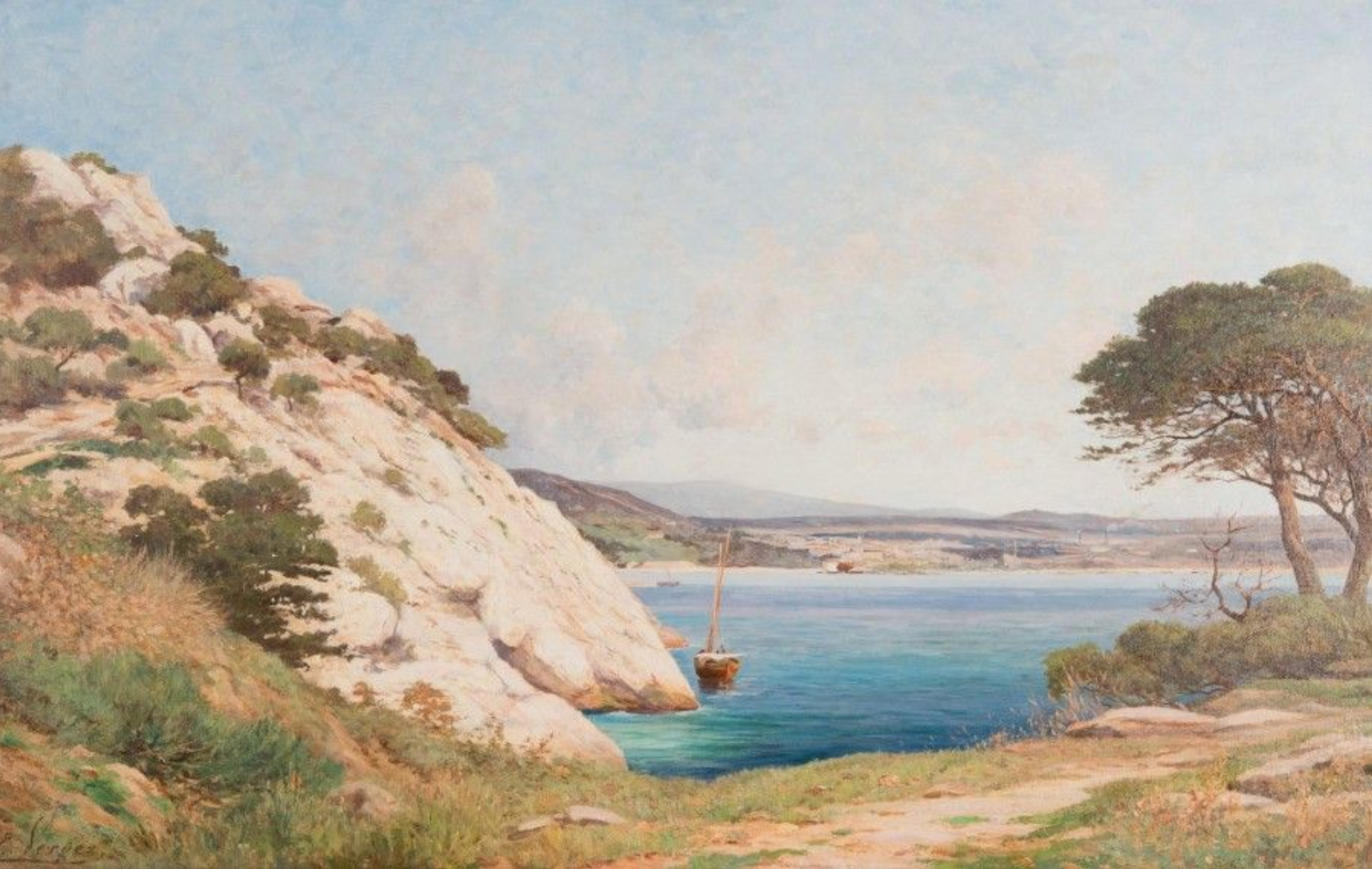
Les rochers de l'Estaque, environs de Marseille
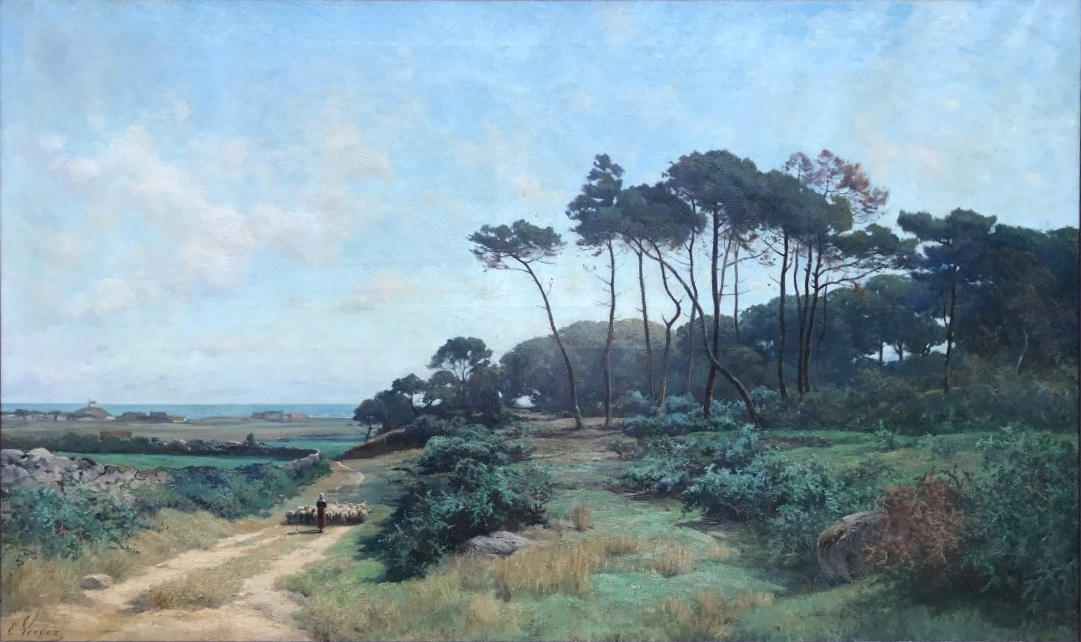
Lande bretonne
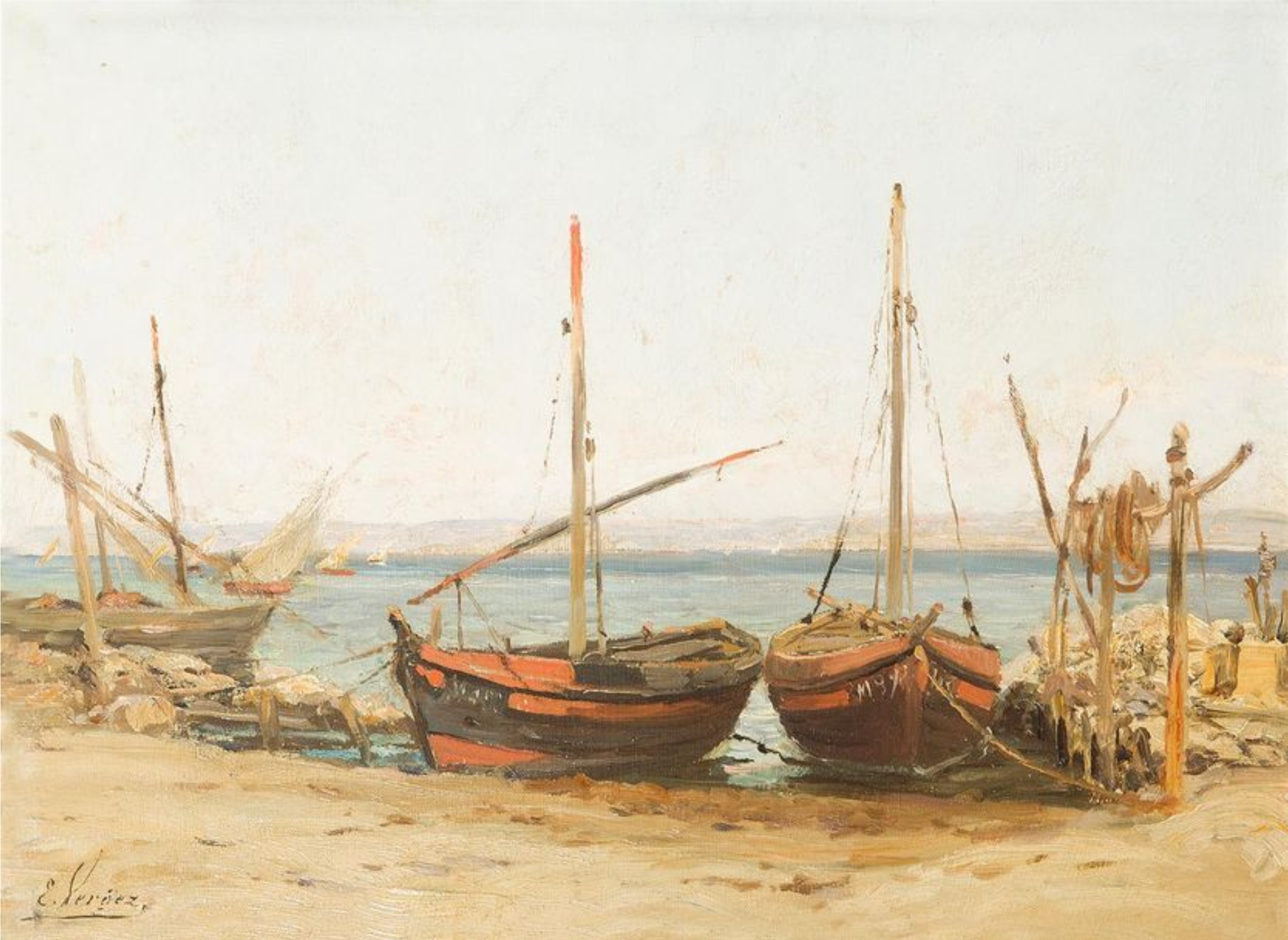
Bateaux de pêche aux Martigues
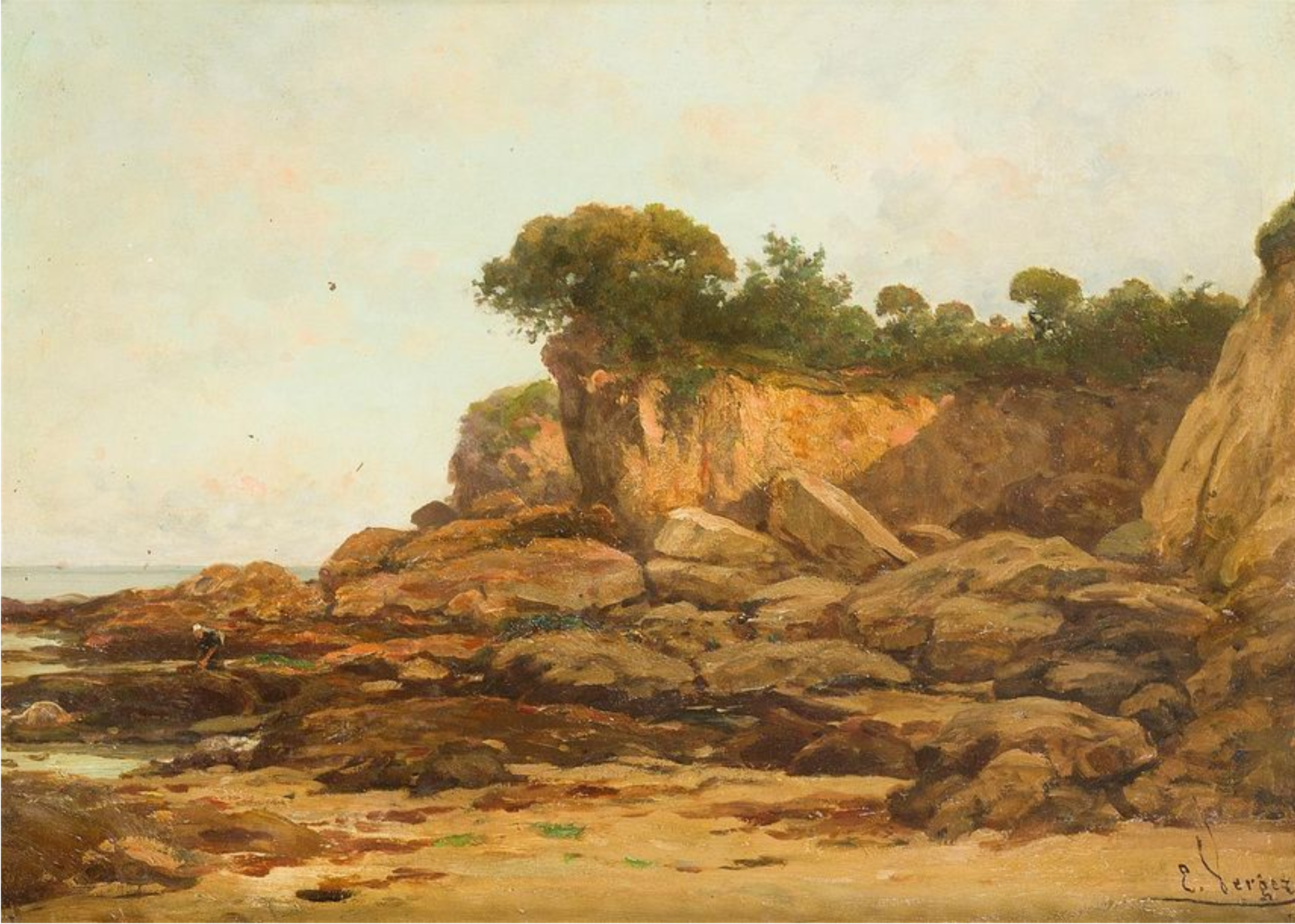
Côte de Bretagne, Beg Meil, Finistère
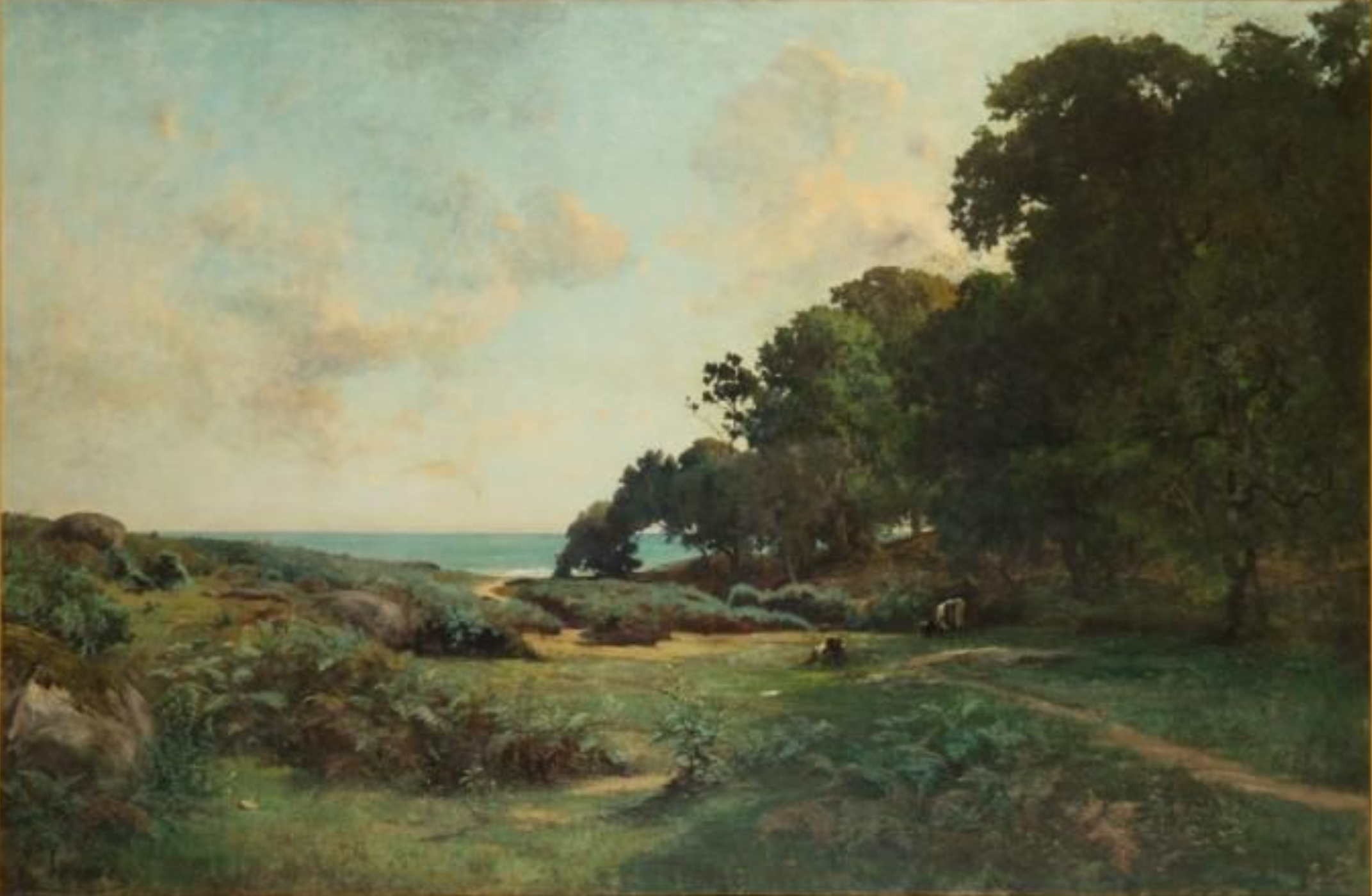
La lande de Lanriec (Finistère)
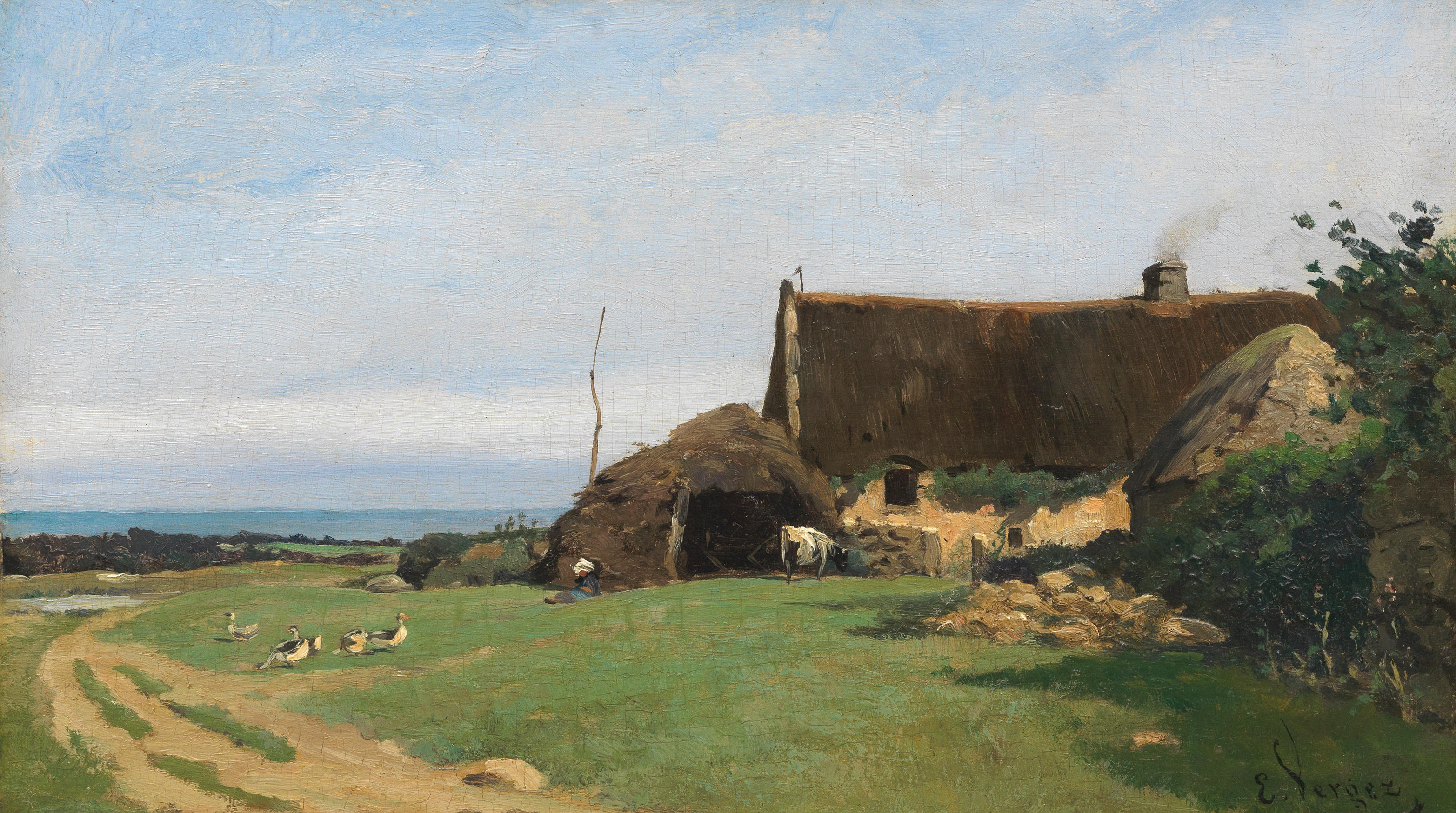
Ferme au bord de la mer
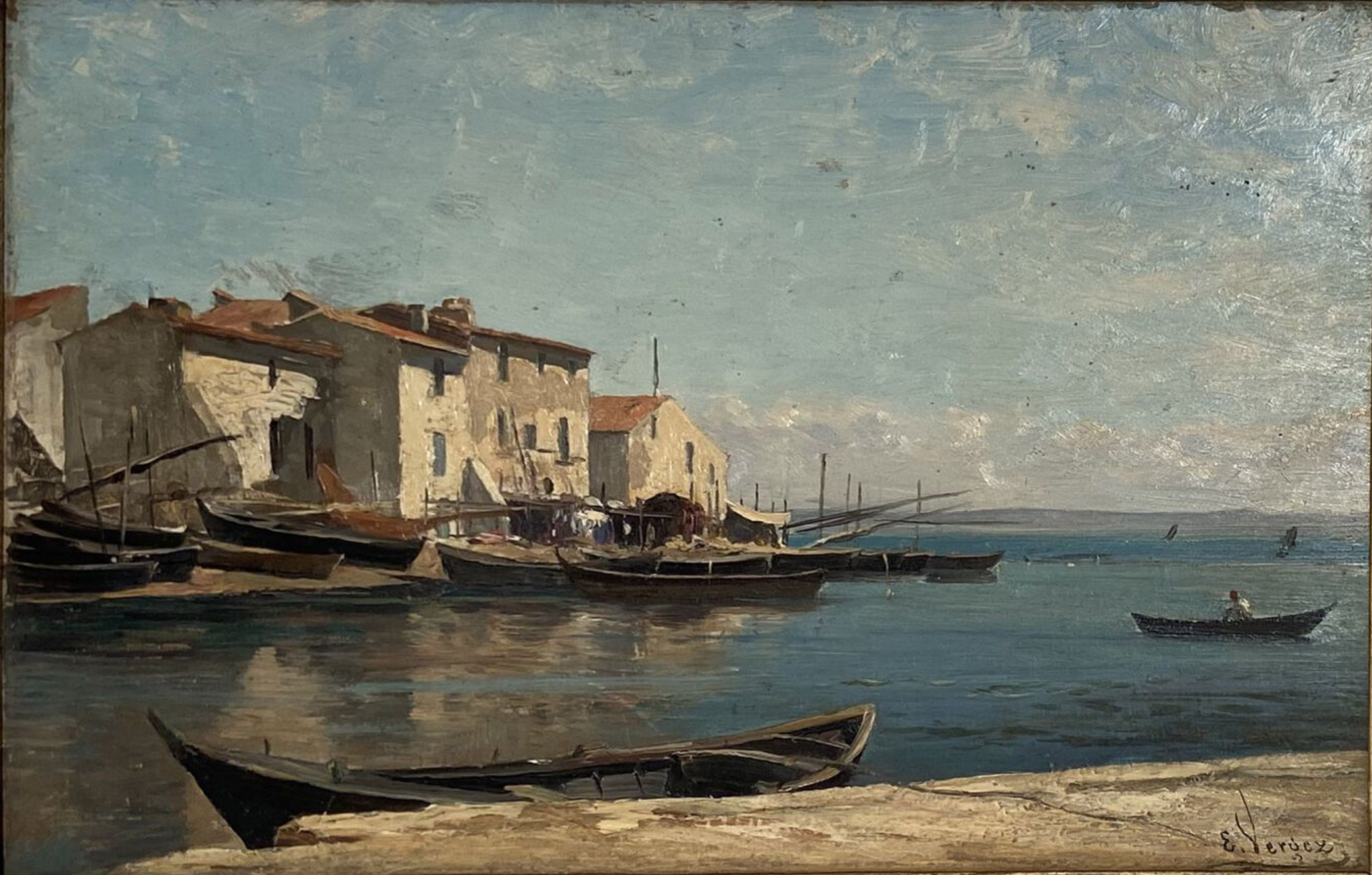
Les Martigues
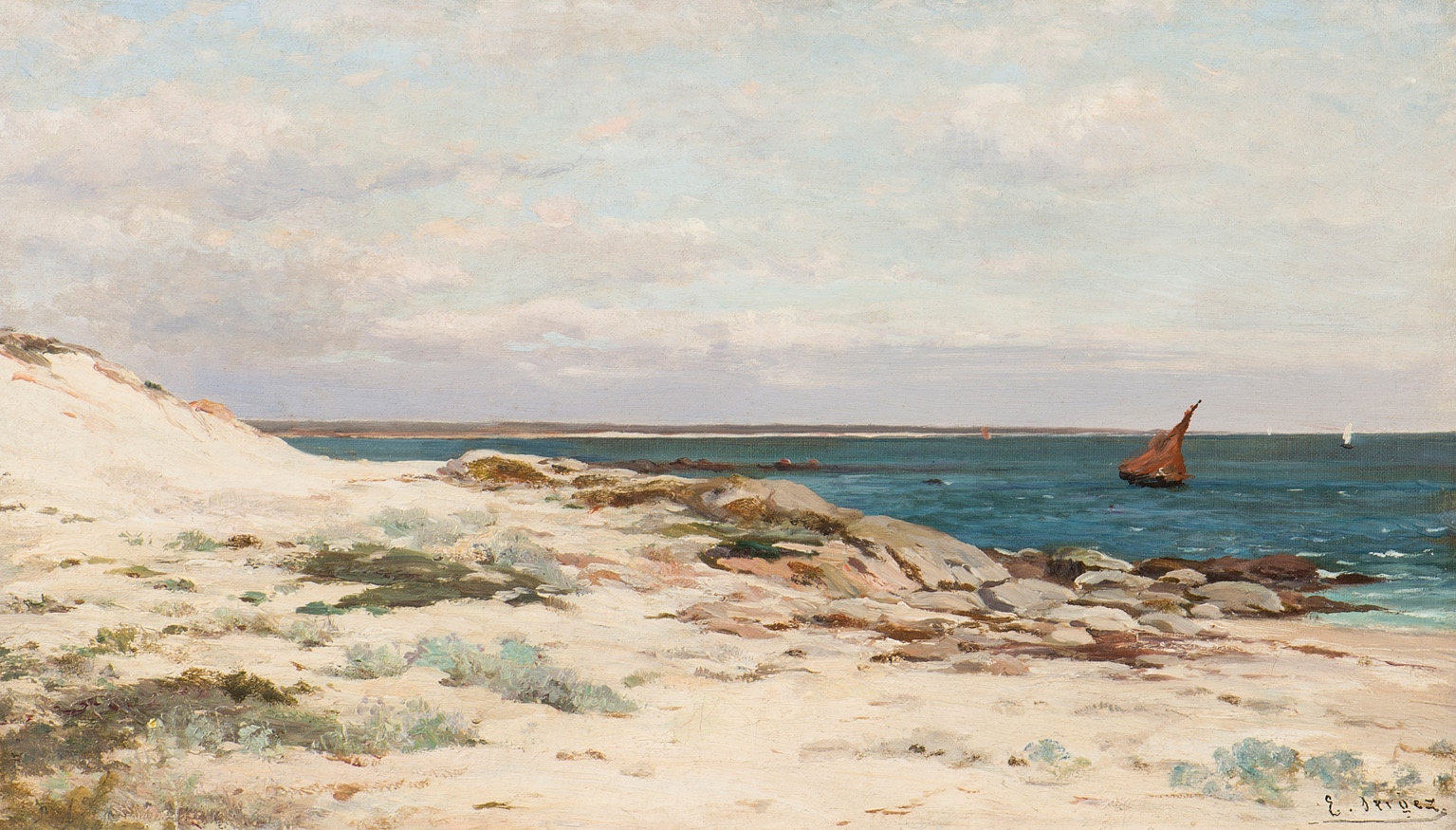
Voiliers, côte animée
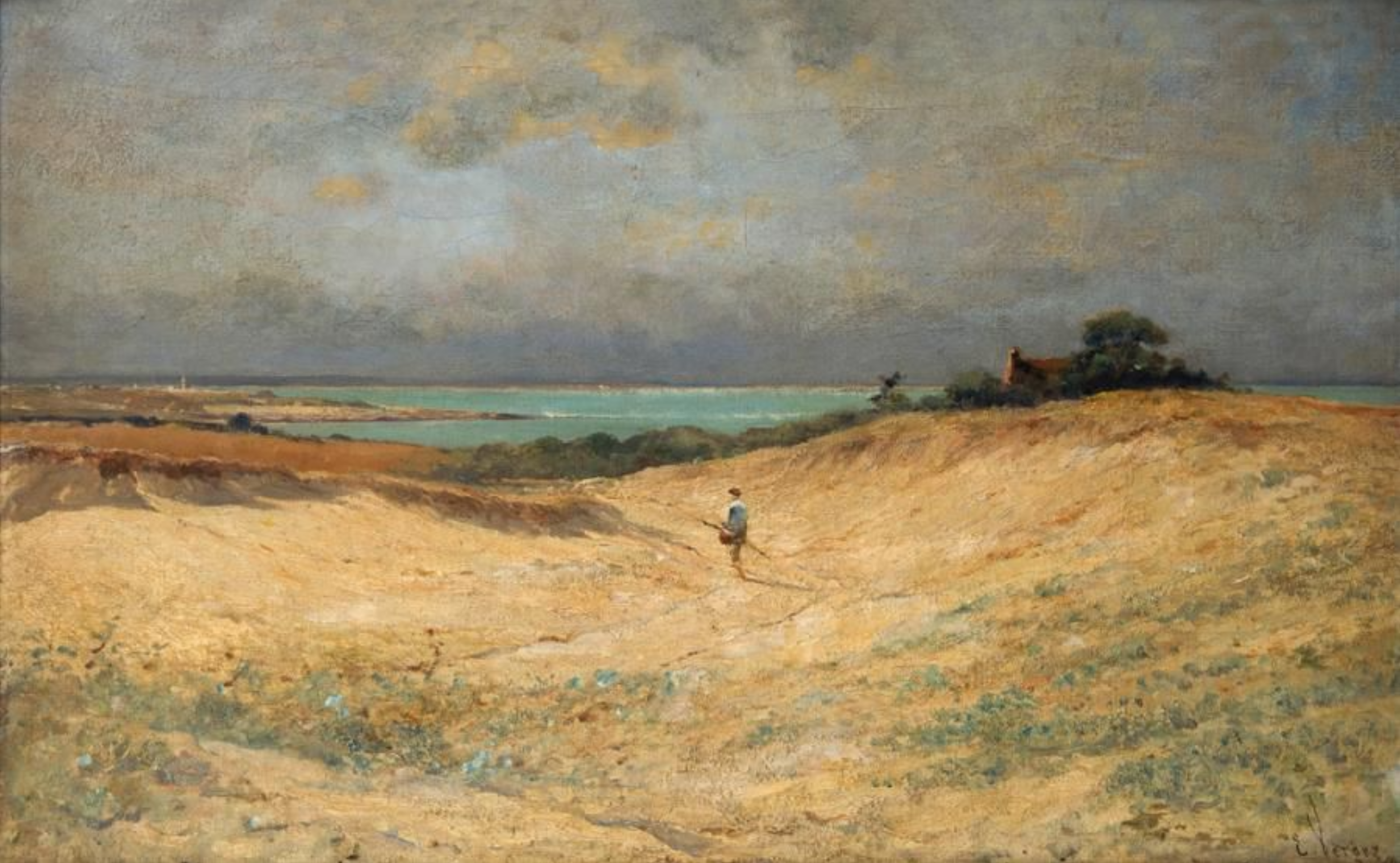
Vue animée des côtes bretonnes
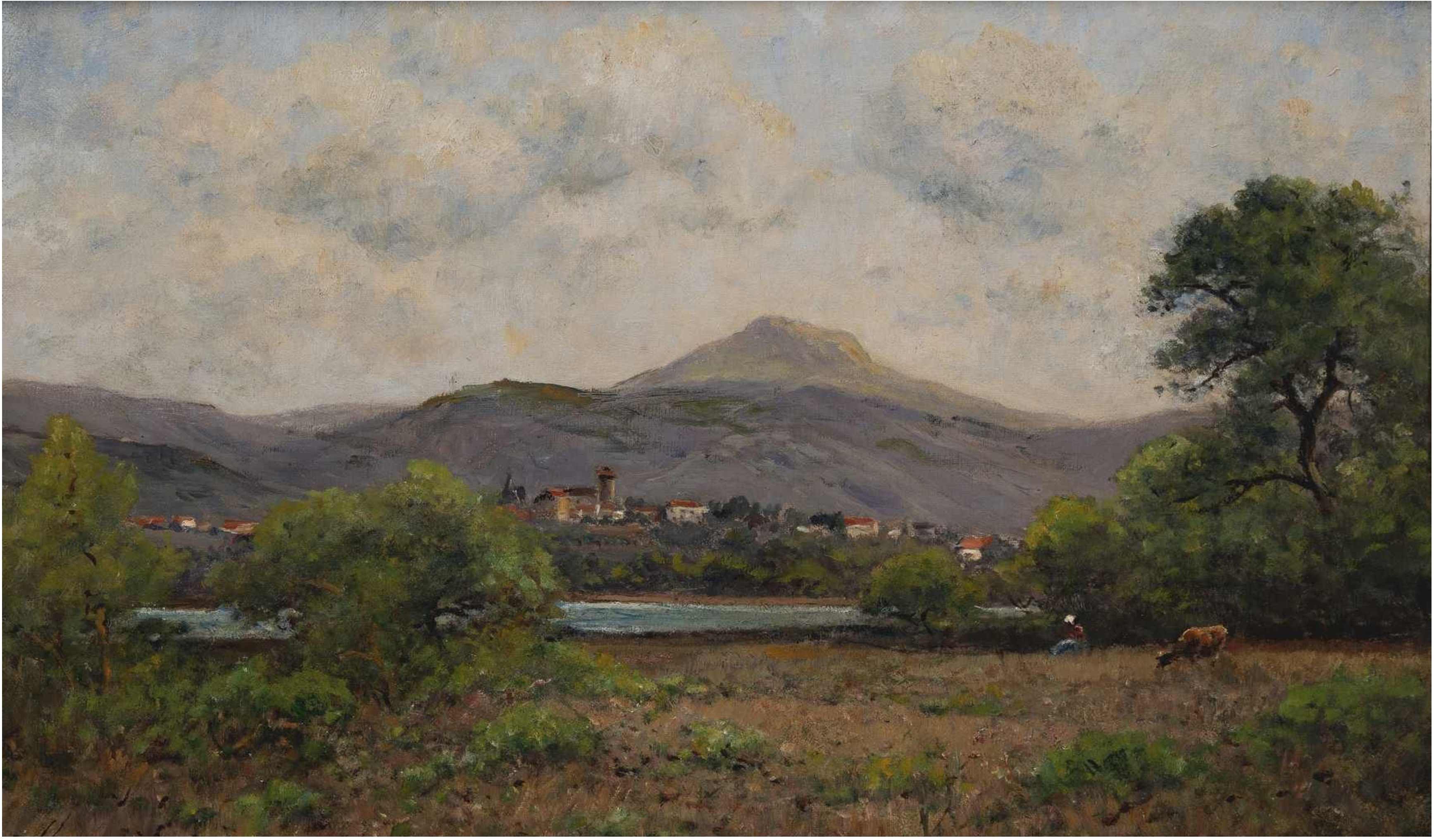
Hendaye, gardien de vaches au bord de la Bidassoa

### Œuvres dans les collections publiques

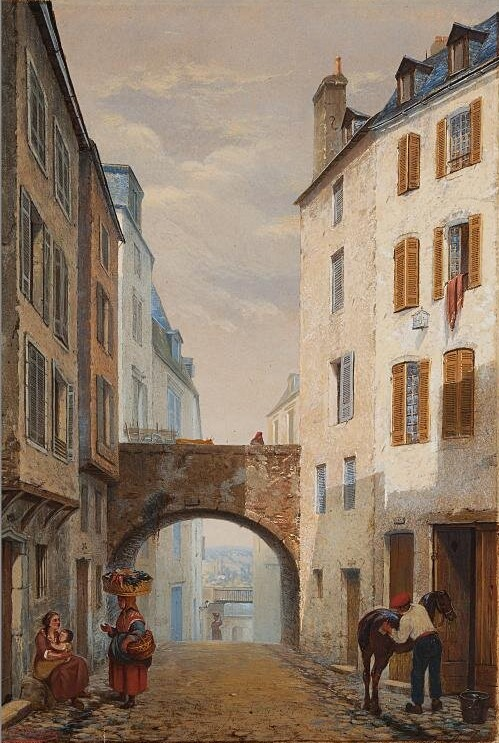
Pau, la rue du Moulin, Musée des Beaux-Arts de Pau.

- Bordeaux, Bibliothèque municipale :
  - une série de dessins, d'estampes et de gravures issue notamment du fonds Delpit[102].
- Bordeaux, Musée des Beaux-Arts :
  - Les Ormeaux du Pouldu, Finistère, huile sur toile, 106 x 163 cm[103],[104],[105].
- Noirmoutier, Musée-château de Noirmoutier : 
  - Chêne verts à Noirmoutier, huile sur toile ;
  - Château et église de Noirmoutier, huile sur toile.
- Pau, Musée des Beaux-Arts :
  - Pau, la rue du Moulin (ou Vue de la Côte du Moulin à Pau), aquarelle et gouache, 43.5 x 33 cm[106],[107],[108].

### Ouvrages illustrés
- Charles Cocks et Édouard Féret, Bordeaux et ses vins : classés par ordre de mérite, Paris/Bordeaux, G. Masson/Féret et Fils, septembre 1874 (réimpr. 2011), 3e éd., 604 p. (ISBN 978-2-35156-076-1, lire en ligne).
- Charles Cocks et Édouard Féret, Bordeaux et ses vins : classés par ordre de mérite, Paris/Bordeaux, G. Masson/Féret et Fils, 1881, 4e éd., 636 p. (OCLC 802578297).
- Charles Cocks et Édouard Féret, Bordeaux et ses vins : classés par ordre de mérite, Paris/Bordeaux, G. Masson/Féret et Fils, septembre 1886, 5e éd., 635 p. (lire en ligne).
- Charles Cocks et Édouard Féret, Bordeaux et ses vins : classés par ordre de mérite, Paris/Bordeaux, G. Masson/Féret et Fils, janvier 1893 (réimpr. 2016), 6e éd., 792 p. (ISBN 978-2-01-373515-5, lire en ligne).
- Charles Cocks et Édouard Féret, Bordeaux et ses vins : classés par ordre de mérite, Paris/Bordeaux, Librairies Associées/Féret et Fils, 1898 (réimpr. 2009), 7e éd., 858 p. (ISBN 978-2-35156-041-9, lire en ligne).
- Charles Cocks et Édouard Féret, Bordeaux et ses vins : classés par ordre de mérite, Paris/Bordeaux, L. Mulo/Féret et Fils, 1908, 8e éd., 1116 p. (OCLC 25911027).
- Charles Cocks et Édouard Féret, Bordeaux et ses vins : classés par ordre de mérite, Bordeaux, Féret et Fils, 1922 (réimpr. 2012), 9e éd., 1130 p. (ISBN 978-2-35156-110-2, lire en ligne).
- (en) Charles Cocks et Édouard Féret, Bordeaux and its wines : classified in order of merit, Paris/Bordeaux, G. Masson/Féret et Fils, 1883, 2e éd., 616 p. (lire en ligne).
- (en) Charles Cocks et Édouard Féret, Bordeaux and its wines : classified in order of merit, Paris/Bordeaux, Librairies Associées/Féret et Fils, 1899, 3e éd., 826 p. (lire en ligne).
- (de) Charles Cocks et Édouard Féret, Bordeaux und seine weine : nach ihren lagen und klassen geordnet, Stettin/Bordeaux, Verlag von F. Nagel (P. Niekammer)/Féret et Fils, 1893, 856 p. (lire en ligne).
- Charles Cocks et Édouard Féret, Saint Émilion et ses vins et les principaux vins de l'arrondissement de Libourne, Bordeaux/Paris, Féret et Fils/G. Masson, 1881, 108 p. (lire en ligne).
- Édouard Féret, Saint-Emilion, son Histoire, ses Monuments et ses Grands Vins, Bordeaux/Paris, Féret et Fils/G. Masson, 1893, 72 p. (OCLC 457897471)
- Édouard Féret, Saint-Emilion et ses Vins : Les principaux vins de l'arrondissement de Libourne, Bordeaux/Paris, Féret et Fils/G. Masson, 1893, 216 p. (lire en ligne).
- Édouard Féret, Les vins de l'arrondissement de Libourne : Les vins de Saint-Emilion, Pomerol et les cantons de Sainte-Foy, Pujols, Branne, Fronsac et quelques communes voisines, Bordeaux/Paris, Féret et Fils/Librairies Associées, 1897, 212 p. (lire en ligne).
- Édouard Féret, Les vins de Médoc, Paris/Bordeaux, Librairies Associées/Féret et Fils, 1897, 180 p. (lire en ligne).
- Édouard Féret, Les vins du Cubzadais du Bourgeais et du Blayais, Paris/Bordeaux, Librairies Associées/Féret et Fils, 1897, 108 p. (lire en ligne).
- Édouard Féret, Le pays de Sauternes et les vins blancs des cantons de Podensac et de Langon, Paris/Bordeaux, Librairies Associées/Féret et Fils, 1897, 70 p. (lire en ligne).
- Édouard Féret, Les vins des Graves : Rouges et blancs, Paris/Bordeaux, Librairies Associées/Féret et Fils, 1897, 100 p. (lire en ligne).
- Édouard Féret, Les vins de l'Entre-deux-Mers, Paris/Bordeaux, Librairies Associées/Féret et Fils, 1897, 176 p. (lire en ligne).
- Édouard Féret, Statistique générale, topographique, scientifique, administrative, industrielle, commerciale, agricole, historique, archéologique et biographique du département de la Gironde, t. II, Paris/Bordeaux, G. Masson/Féret et Fils, 1874, 930 p. (lire en ligne).
- Édouard Féret, Supplément à la Statistique générale de la Gironde (Partie Vinicole), Paris/Bordeaux, G. Masson/Féret et Fils, 1880, 169 p. (lire en ligne).
- Édouard Féret, Essai sur l'arrondissement de Bazas, ses monuments et ses notabilités, Bordeaux, Féret et Fils, 1893, 96 p. (lire en ligne).
- Édouard Féret, Essai sur l'arrondissement de Blaye, ses monuments et ses notabilités, Bordeaux, Féret et Fils, 1892, 69 p. (OCLC 457897391).
- Édouard Féret, Essai sur la ville de Bordeaux et ses Monuments, Bordeaux, Féret et Fils, 1892, 90 p. (lire en ligne).
- Édouard Féret, Guide à Bordeaux et ses environs : orné de nombreuses gravures et d'un plan de la ville, Bordeaux, Féret et Fils, 1898, 110 p. (OCLC 495055188, lire en ligne).
- Édouard Féret, Région de Sauternes et les vins blancs des cantons de Podensac et de Langon, Paris/Bordeaux, L. Mulo/Féret et Fils, 1908, 80 p. (lire en ligne).
- Charles Chauliac (pseud. de Charles Clauchai-Larsenal), Un martyr bordelais sous la terreur : vie et mort du R.P. Pannetier, grand carme du couvent de Bordeaux, Paris/Bordeaux, F. Wattelier/Féret et Fils, 1877, 334 p. (lire en ligne).

Illustrations de châteaux bordelais par Eugène Vergez
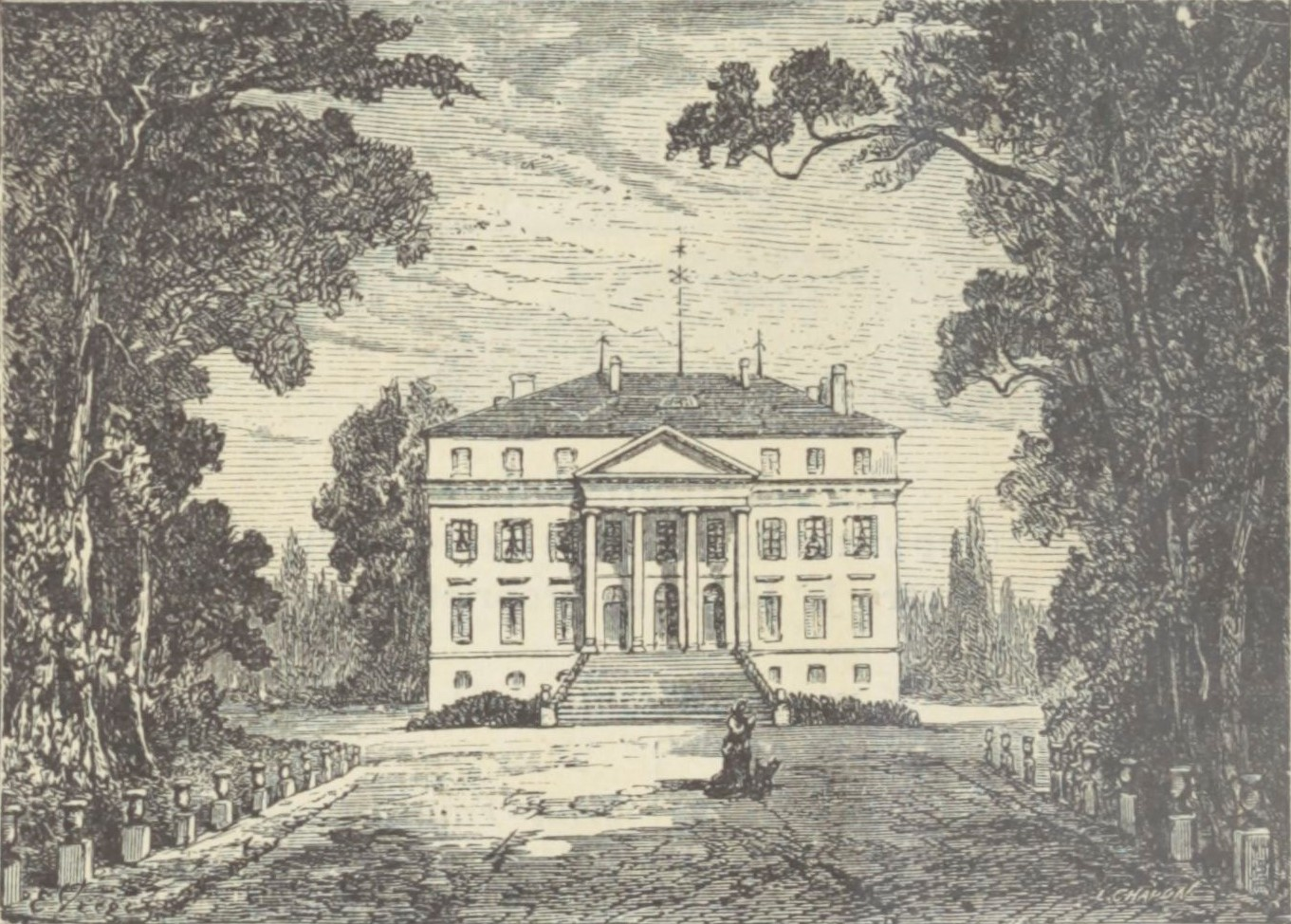
Château Margaux, Bordeaux et ses vins, 1898.
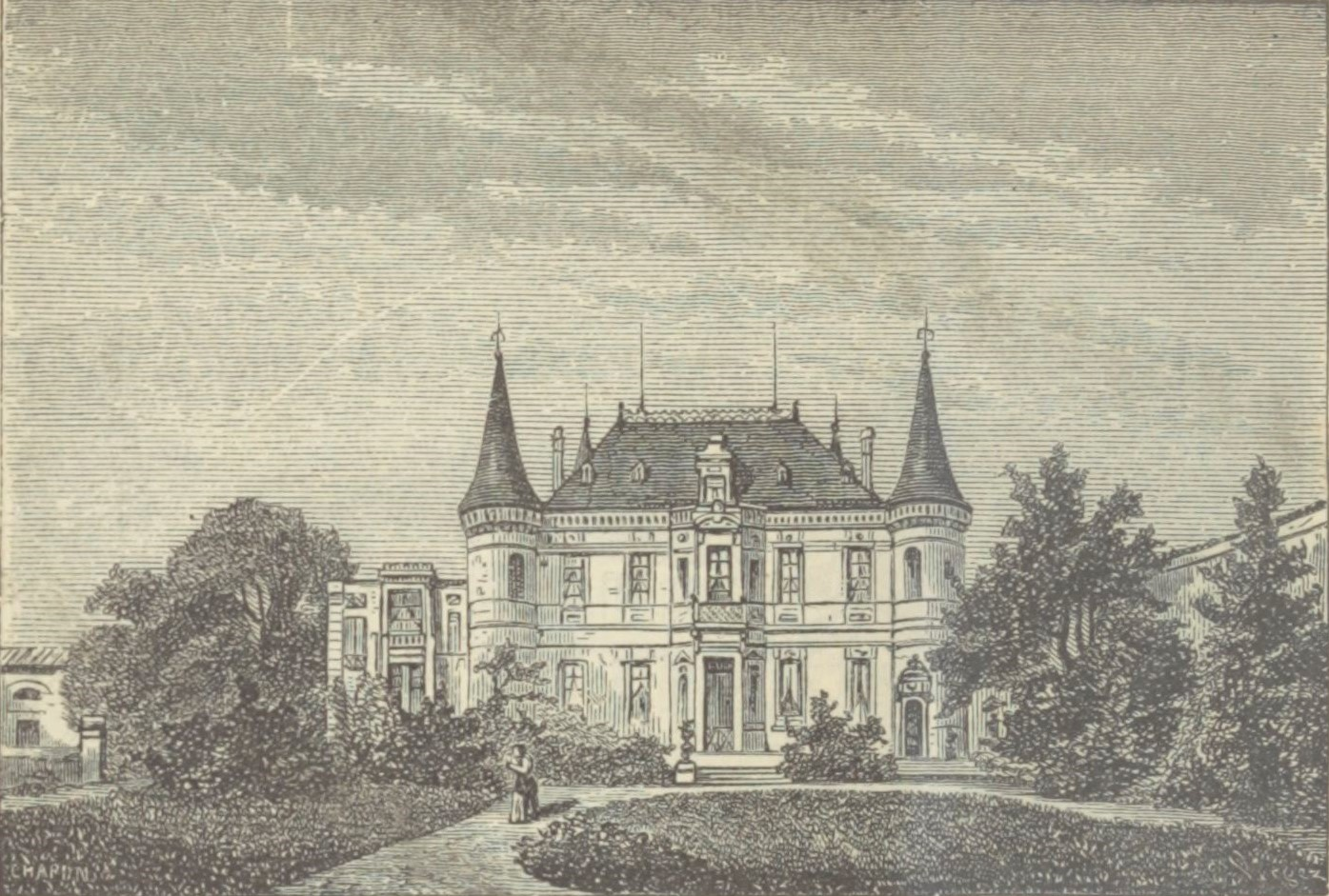
Château Palmer, Bordeaux et ses vins, 1898.
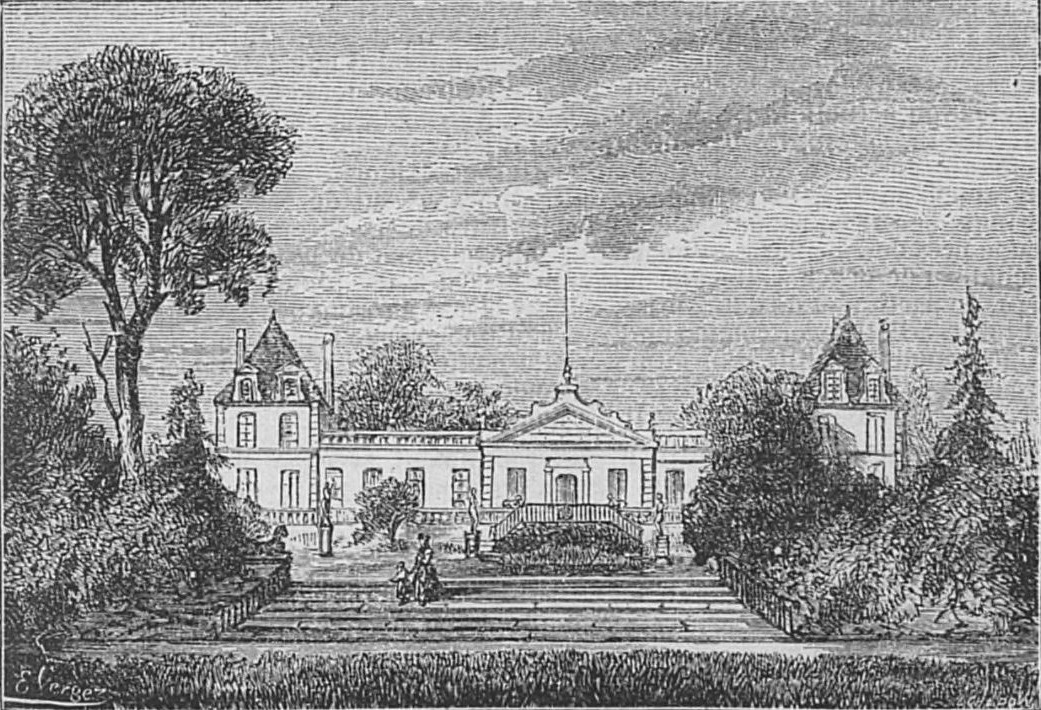
Château Beychevelle, Bordeaux et ses vins, 1893.
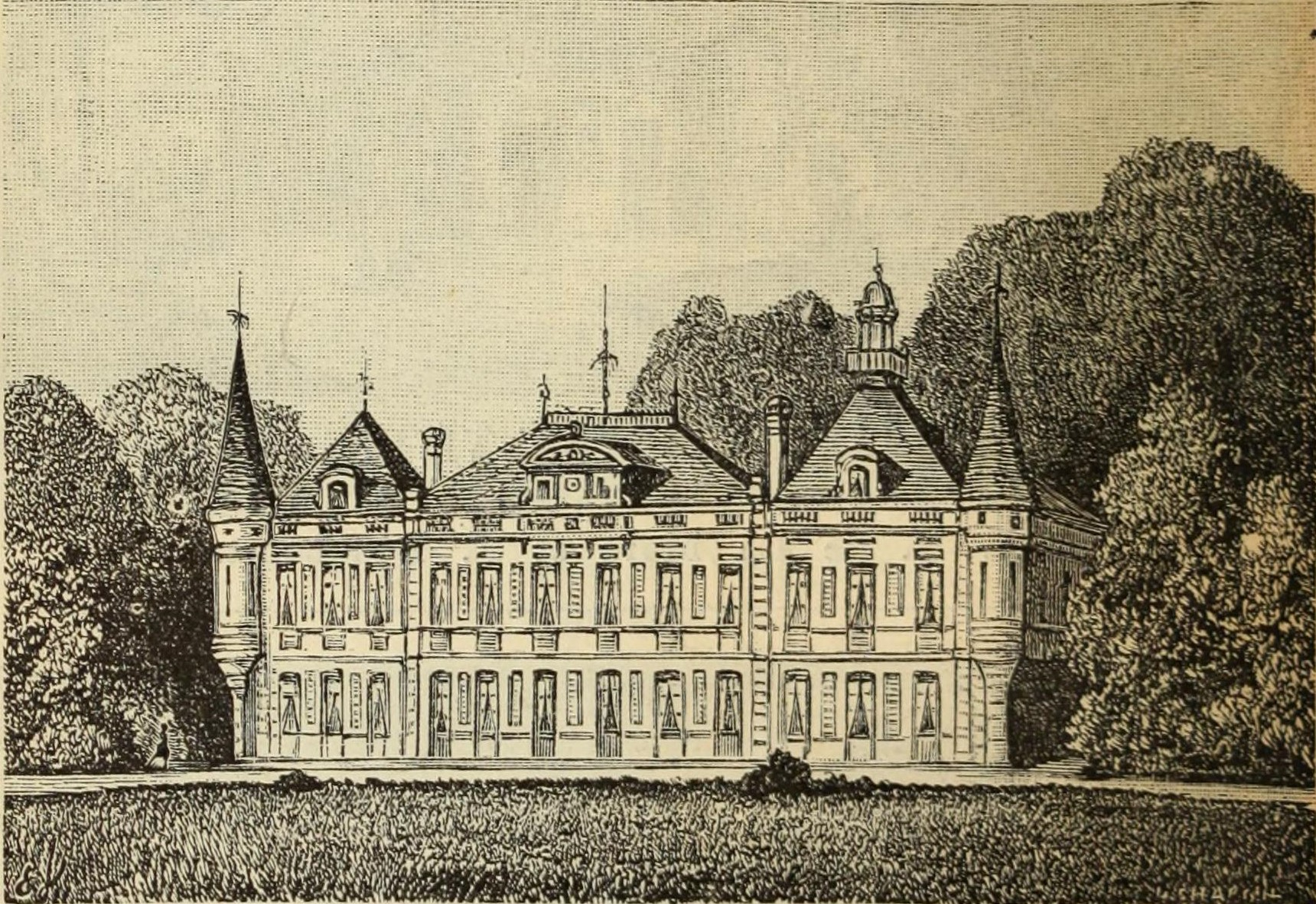
Château Desmirail, Bordeaux et ses vins, 1886.
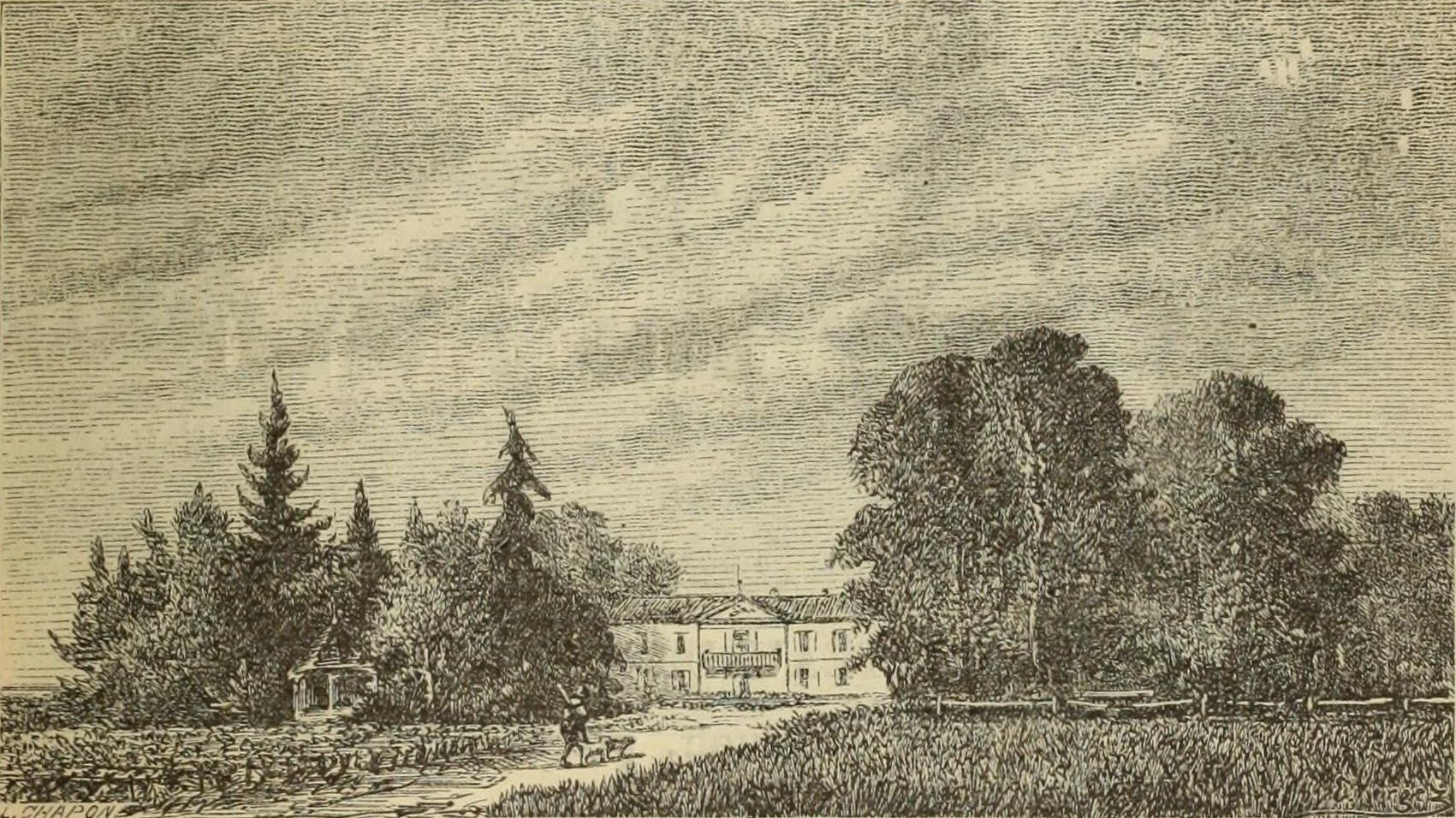
Château Smith Haut Lafitte, Bordeaux et ses vins, 1886.
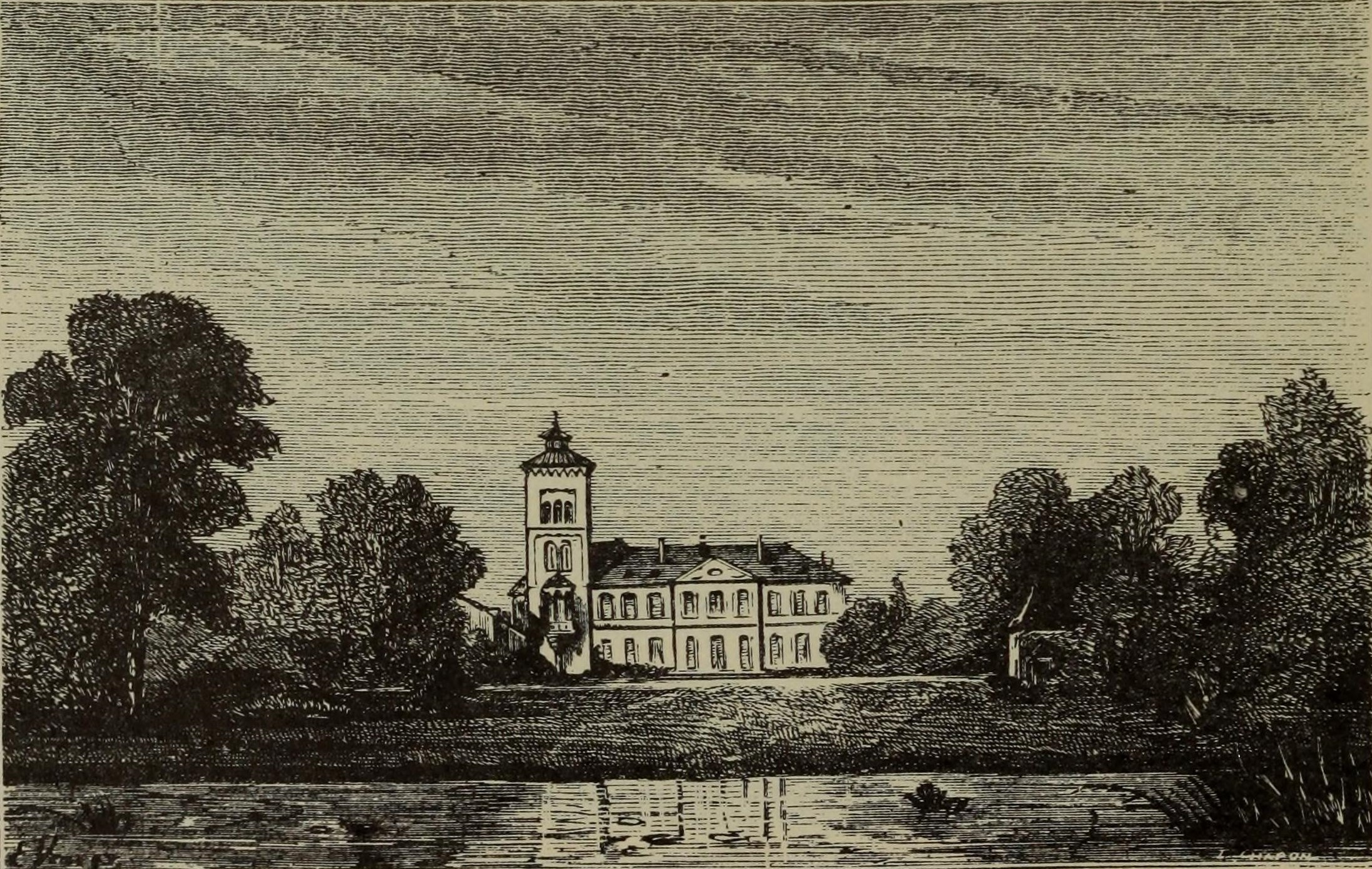
Château Lagrange, Bordeaux et ses vins, 1883.

## Élèves
- Jean Dufau[109]